# York Baile Hill
York Baile Hill är ett slott i Storbritannien.   Det ligger i kommunen City of York och riksdelen England, i den centrala delen av landet, 280 km norr om huvudstaden London. York Baile Hill ligger 15 meter över havet.
Terrängen runt York Baile Hill är mycket platt. Runt York Baile Hill är det tätbefolkat, med 819 invånare per kvadratkilometer. Närmaste större samhälle är York, 0,47 km norr om York Baile Hill. Runt York Baile Hill är det i huvudsak tätbebyggt.